# 謝通
謝通（1450年—？），字伸佑，順天府大興縣匠籍江西南安府大庾縣人，明朝政治人物。

## 生平
順天府鄉試第十六名舉人。成化二十三年（1487年）中式丁未科會試第二百八十一名，二甲第十三名進士。

## 家族
曾祖謝原卒；祖父謝福賢；父謝榮，母劉氏。永感下。